# Fontanile
Fontanile är en ort och kommun i provinsen Asti i regionen Piemonte i Italien. Kommunen hade 553 invånare (2018).